# صراع تنظيمي
الصراع التنظيمي أو الصراع في مكان العمل، هو حالة من الخلاف الناجم عن المعارضة الفعلية أو المتصورة للاحتياجات والقيم والمصالح بين الأشخاص الذين يعملون معًا. الصراع يأخذ أشكالا كثيرة في المنظمات. 
هناك صدام لا مفر منه بين السلطة الرسمية والسلطة والأفراد والجماعات المتأثرة. هناك خلافات حول كيفية تقسيم العائدات، وكيف يجب أن يتم العمل، وكيف يجب أن يعمل الناس. هناك خلافات في الاختصاص القضائي بين الأفراد والإدارات وبين النقابات والإدارة. هناك أشكال أخف من الصراع تتضمن التنافسات والغيرة والاشتباكات الشخصية وتعريفات الأدوار والنضال من أجل النفوذ والمحسوبية. هناك أيضًا صراع داخل الأفراد - بين الاحتياجات والمطالب المتنافسة - يستجيب له الأفراد بطرق مختلفة.